# احمد صبحی (بازیکن فوتبال، زاده ۱۹۵۵)
احمد صبحی (انگلیسی: Ahmed Subhi؛ زادهٔ ۱ ژانویهٔ ۱۹۵۵) بازیکن فوتبال اهل عراق بود.
از باشگاه‌هایی که در آن بازی کرده‌است می‌توان به باشگاه فوتبال امانت بغداد اشاره کرد.
وی همچنین در تیم ملی فوتبال عراق بازی کرده‌است.